# Bécsi diplomáciai szerződés

Sötétzölddel a bécsi diplomáciai szerződést aláírt és ratifikált országok. Pirossal Dél-Szudán, amely még nem részese a szerződésnek

Az 1961-ben megkötött bécsi diplomáciai szerződés a diplomáciai jog alapvető dokumentuma. Részletesen szabályozza a diplomáciai kapcsolatok kereteit, a diplomáciai képviseletek és a diplomaták jogait és kötelességeit, kiváltságait és mentességekeit. 
Az Egyesült Nemzetek Alapokmánya után a legtöbb részes állammal bíró nemzetközi szerződés. 2018-ra 191 állam ratifikálta. Rendelkezéseit a nem részes államok is alkalmazzák nemzetközi szokásjogi normaként.

## Története
A diplomáciai kapcsolatokat, a követek küldését és fogadását sok évszázadon át csak a nemzetközi szokásjog és a nemzetközi udvariasság szabályozta.
A nemzetközi diplomáciai jog első írott forrása a bécsi kongresszuson 1815 márciusában a nagykövetek rangsoráról elfogadott szabályzat és az ahhoz 1818 novemberében Aachenben elfogadott kiegészítő jegyzőkönyv voltak. Ezek már nem a szokásjog kodifikációját jelentették, hanem a nemzetközi jog fokozatos fejlesztésének tekinthetők.
1928-ban Havannában két egyezmény született a témakörben, de ezeknek csak egyes latin-amerikai országok váltak a részeseivé. Ezután is több kezdeményezés indult a Népszövetség, majd az ENSZ keretében a nemzetközi jog e területének kodifikációjára, de egyes államok ellenkezése miatt nem történt előrelépés. Az ENSZ keretében azonban folytatódott az előkészítő munka, 1955-ben átfogó tervezet született. Ezt 1958-ban fogadta el a Nemzetközi Jogi Bizottság. Az ENSZ Közgyűlés is elfogadta a tervezetet és 1961-re Bécsbe diplomáciai konferenciát hívott össze a szerződés nemzetközi elfogadására.
A bécsi konferencia 1961. április 18-án fogadta el az 53 cikkből álló egyezményt, ami jelentős mértékben járult hozzá a nemzetközi jog fejlesztéséhez. Az univerzálisan elfogadott szerződés a nemzetközi diplomáciai tevékenység jogi alapjának tekinthető.

## Kapcsolódó szócikk
- Bécsi konzuli egyezmény